# Ken Lambert
Kenneth Lambert (7 tháng 6 năm 1928 - 29 tháng 6 năm 2002) là một cầu thủ bóng đá người Anh từ Sheffield. Các câu lạc bộ bao gồm Barnsley, Swindon Town, Gillingham và Bradford City. Ông có 97 lần ra sân ở Football League.